# Jacques Bittner
Jacob Büttner, ampliamente conocido por la versión francesa de su nombre Jacques Bittner (fl. 1680) fue un laudista y compositor de origen austro-bohemio. Publicó 170 piezas para laúd en Núremberg en 1682 y 1683. Poco se sabe acerca de su vida aunque su música continúa siendo tocada y grabada en la actualidad. El laudista y compositor alemán Konrad Junghänel grabó muchos de sus trabajos en 1984.
El laudista del siglo XVIII, Ernst Gottlieb Baron describió brevemente a Bittner (aunque con algunas inexactitudes) en su Untersuchung des Instruments der Lauten de 1727. De acuerdo a Baron, la música de Bittner fue compuesta «de acuerdo al más reciente y galante método para tocar el laúd de esa época». La música para laúd de Bittner publicada en Núremberg en 1682 tiene el título, en francés, de Pièces de lut. También contiene una dedicatoria de Bittner al banquero italiano residente en Praga Pierre Pedroni de Treyenfels, a quien describe como su mecenas, y dos sonetos anónimos que elogian al compositor. Tanto la dedicatoria (firmada como «Giacomo Bittner») como los sonetos están en italiano. Una segunda colección de la música de Bittner fue publicada en Núremberg en 1683 bajo el título alemán de Galantheste Methode die Laute zu traktieren.